# Mercedes-Benz LP
Mercedes-Benz LP (ty. Lastwagen Pullman) är en frambyggd lastbil, tillverkad i två generationer av den tyska biltillverkaren Mercedes-Benz mellan 1955 och 1975.

## Rundliche Kabine (1955-69)
Under 1950-talet införde många länder i Europa begränsningar för lastbil med släpvagn (fordonståg) avseende totallängd och totalvikt. Det här ledde till ökad efterfrågan på frambyggda lastbilar med hytten placerad ovanpå motorn, där en större andel av bilens längd kan utnyttjas för nyttolast. Många kunder vände sig till fristående hyttillverkare för att få sina konventionella lastbilar ombyggda med frambyggda hytter, men 1955 presenterade Mercedes-Benz sin första egna frambyggda modell, LP 315. Hytten hade en karaktäristiskt rundad form, för bästa aerodynamik. Eftersom hytten var fast monterad på chassit fick allt löpande underhåll skötas via en servicelucka inne i bilen. Även ljudisoleringen lämnade mycket att önska. Bortsett från hytten delades tekniken med den konventionella L 315-modellen. 1957 utökades utbudet med den större LP 326 och den mindre LP 321. Siffran i Mercedes-Benz modellbeteckningar hänvisade under den här perioden till motortypen.
Från den 1 januari 1958 begränsades totallängden för fordonståg i Västtyskland till 14 meter. Mercedes-Benz svar på de nya reglerna blev den udda LP 333, även kallad ”tusenfotingen”. För att minimera bilens axeltryck hade den två framaxlar, bägge med styrning och en ensam bakaxel. Samtidigt fortsatte Mercedes-Benz att bygga tyngre lastbilar för export. De tyska reglerna blev kortvariga, eftersom den nybildade Europeiska gemenskapen såg dem som ett handelshinder och ”tusenfotingen” forsvann ur modellprogrammet redan 1961. De lättare varianterna fortsatte tillverkas fram till 1969.

## Kubiche Kabine (1963-75)
1963 introducerades en ny generation tunga frambyggda lastbilar med en karaktäristiskt rektangulär hytt. Först ut var LP 1620. Mercedes-Benz hade nu ändrat sina modellbeteckningar så att de första siffrorna syftade på bilens totalvikt i ton, medan de två sista siffrorna stod för motoreffekten dividerat med tio. Samma system gäller ännu år 2010. Bromsar och styrning hade förbättrats jämfört med företrädaren och även om hytten fortfarande var fast monterad hade den flera serviceluckor på utsidan, så att allt underhåll inte längre behövde skötas inifrån hytten.
1964 infördes uppdaterade dieselmotorer med direktinsprutning ur OM300-seriens sexcylindriga radmotorer. Dessa hade lägre bränsleförbrukning än de äldre motorerna. 1969 tillkom större åtta- och tiocylindriga V-motorer ur den nya OM400-serien för de tyngsta lastbilarna. Samtidigt infördes tippbar hytt, vilket underlättade åtkomligheten för service och underhåll.

## Bilder

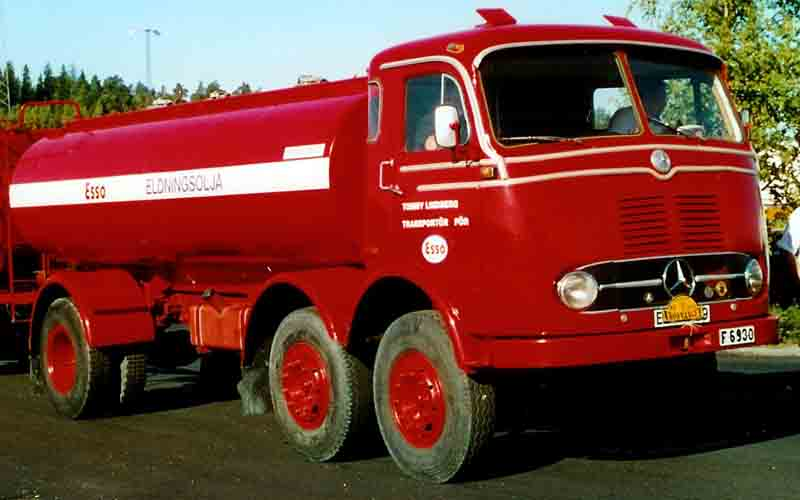
Mercedes-Benz LP 333 - "tusenfoting".
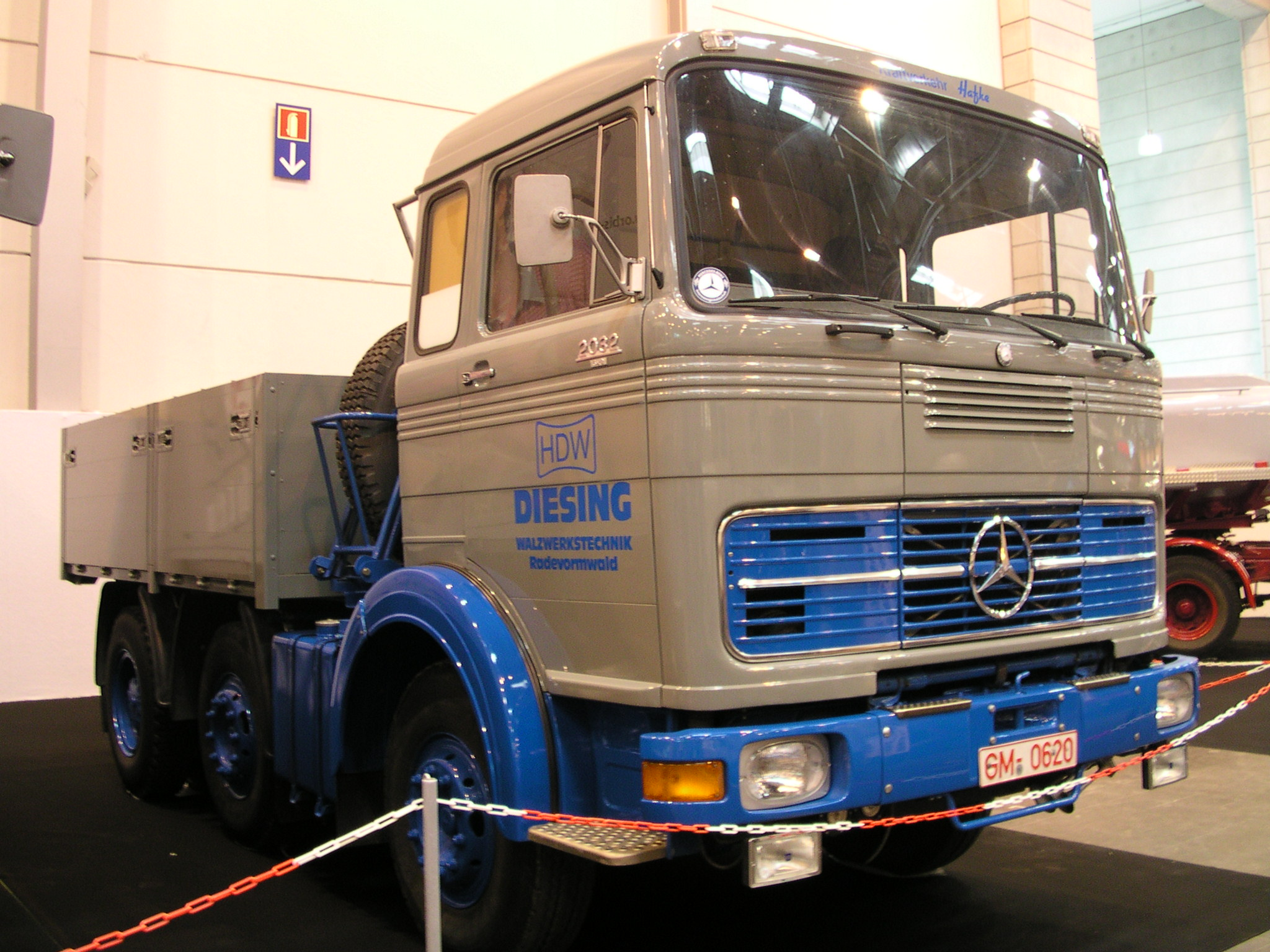
Mercedes-Benz LPS 2032